# Ben Van Ostade
Ben Van Ostade (29 oktober 1958) is een Vlaams acteur.
Hij studeerde toneel aan het HIDK (Studio Herman Teirlinck) en volgde stage bij Jerzi Grotowski.
In 1982 debuteerde hij met het zelfgeschreven Sidi Bel Abbes, de toneelhit van dat jaar, onder regie van Mosje Leiser, om daarna geheel vrijwillig een heel aantal Vlaamse ensembles en geheel verplicht de nationale strijdkrachten te vervoegen.
Van Ostade speelde een breed toneelrepertoire binnen deze officiële gezelschappen, maar hij schreef ook mee aan en/of speelde mee in en/of regisseerde verschillende vrije theaterproducties.
Van Ostade trad aan in 5 langspeelfilms en 6 kortfilms, met onder meer hoofdrollen in Babel Opera van André Delvaux, Wodka Orange van Dominique Deruddere en Happy Together van Geoffrey Enthoven ,"The Expatriate" van Philipp Stolzl (met Aaron Echart), 12 televisiefilms en 454 afleveringen van diverse Vlaamse en Nederlandse fictiereeksen, zoals Alfa Papa Tango, Kats & Co, Wittekerke, Heterdaad, Flikken, Witse, Rupel, Aspe, Spoed, F.C. De Kampioenen, Zone Stad,   De Rodenburgs, Dag en Nacht, Ella, David, Spring, Vermist en Thuis.
Van Ostade presenteerde ook enkele tv-shows, werkte achter de schermen aan een paar televisieprogramma's en toerde door het land met zijn 'one-pig-show' Oinki Poinki! De pijn van het Zwijn. Hij deed in 2004 en 2005 aan acteurscoaching voor De elzenkoning, een stuk van Carl Ridders voor het gezelschap de Barre Weldaad.
Voorts regisseerde hij verscheidene afstudeerprojecten aan het toenmalige Conservatorium en de Studio H.T. te Antwerpen, het Conservatorium van Brussel, en was hij vele jaren docent podiumvakken aan het Herman Teirlinck Instituut.
Hij vertaalde en bewerkte de succeskomedie Toutou van Daniel Besse naar Napoleon voor het Fakkeltheater.
In 2009 won hij de 'Gladiator', prijs voor de beste acteur op het Internationaal Filmfestival van Durres voor de vertolking van Martin in Happy Together van Geoffrey Enthoven.
Van Ostade is een verwoed reiziger, golfer en zeiler. Hij had een tijd een relatie met actrice Anke De Ridder.